# Günther Roestel

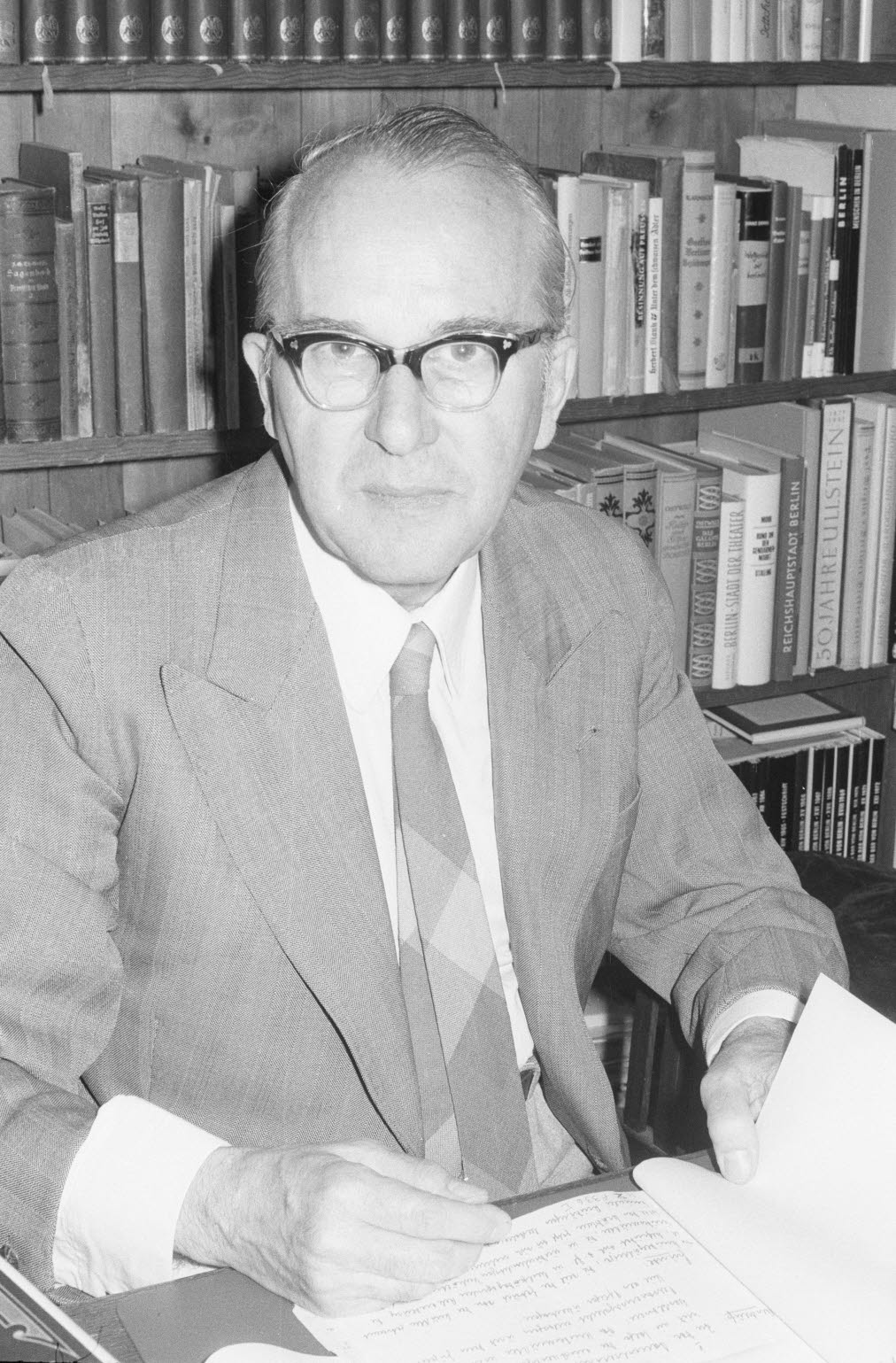
Günther Roestel (1973)

Günther Roestel, auch Röstel (* 12. Mai 1908 in Berlin; † 1. Juli 1986 in Kiel) war ein deutscher Jurist.

## Leben
Nach dem Studium der Rechtswissenschaft absolvierte Roestel sein Referendariat von 1931 bis 1933 beim Bezirkswohlfahrtsamt Berlin-Neukölln. Roestel, der zum 1. Mai 1933 der NSDAP beitrat (Mitgliedsnummer 2.581.937) und auch Mitglied der NSV wurde, war bei der Inneren Mission in der Wanderer- und „Asozialenfürsorge“ beschäftigt. Von 1935 bis 1936 war er in Berlin für das Sachgebiet Wanderer-, Trinker- und Strafentlassenenfürsorge sowie Krankenhauswirtschaft im Hauptamt für Volkswohlfahrt der Parteileitung der NSDAP tätig.
Ab Anfang August 1936, nach dessen Gleichschaltung, war Roestel Referent und zusätzlich Geschäftsführer beim Deutschen Verein für öffentliche und private Fürsorge. Bereits seit der Juni-Ausgabe war er der Schriftleiter des Nachrichtendiensts des Deutschen Vereins. Aufgrund von Konflikten mit dem Vorsitzenden des Deutschen Vereins Hermann Althaus sowie mit weiteren NS-Institutionen schied Roestel 1943 als Geschäftsführer aus dem Deutschen Verein aus; sein Nachfolger als Geschäftsführer wurde Heinrich Webler.
Roestel promovierte an der Universität Frankfurt 1939 mit der Dissertation „Das Recht der Freizügigkeit“ zum Dr. jur. und fungierte neben seinem Amt als Geschäftsführer des Deutschen Vereins ab 1939 als Sozialreferent für Werksfürsorge bei der Marinewerft Kiel. Parallel war er im Sommersemester 1941 Fakultätsassistent der Rechts- und Staatswissenschaftlichen Fakultät der Universität Kiel.
Nach der Entlassung als Geschäftsführer beim Deutschen Verein war Roestel von Februar 1943 bis Kriegsende im Rang eines Regierungsrates als Abteilungsleiter beim Marine-, Waffen- und Ausrüstungsbetrieb in Stettin tätig.
Nach dem Ende des Zweiten Weltkrieges war Roestel als Jugendrichter am Amtsgericht Kiel tätig. Roestel wurde dort 1948 zum Amtsgerichtsrat ernannt und war von 1969 bis 1973 Vizepräsident am Amtsgericht Kiel.

## Schriften

### Monographien
- 1938: Das Recht der Freizügigkeit (Veröffentlichungen des Deutschen Vereins für öffentliche und private Fürsorge, Heft 3) Leipzig: Lühe, zugleich Dissertation Universität Frankfurt 1939

### Zeitschriftenbeiträge
- 1935: Sind alkoholfreie Gaststätten gemeinnützig? In: Deutsche Zeitschrift für Wohlfahrtspflege 10 (12), S. 614–618.
- 1936: Betriebsgemeinschaft und Mutterhausgemeinschaft. In: Deutsche Zeitschrift für Wohlfahrtspflege 12 (9), S. 551–556.
- 1937: Der Beitrag der NSV zur Verwirklichung der Grundsätze der NSDAP, in: NS-Volksdienst, 4. Jg., 8 (Mai), S. 106–107
- 1937: Nationalsozialistische Straffälligenfürsorge, in: NS-Volksdienst 4 Jg., 162–163
- 1937: Wandlung der Wohlfahrtspflege – Wandlung der Gesetzgebung?, in: NS-Volksdienst, 5. Jg., 2 (November), S. 33–35
- 1937–1939: Beiträge in: Hermann Althaus und Werner Betcke (Hg.): Handwörterbuch der Wohlfahrtspflege. 3. völlig neubearbeitete Auflage. Berlin: Carl Heymann. 
  - Arbeitshaus, in: Handwörterbuch, Sp. 64–66
  - Freizügigkeit, in: Handwörterbuch, Sp. 354–360
  - Fürsorgepflicht, in: Handwörterbuch, Sp. 372–382
  - Gemeinnützigkeit, in: Handwörterbuch, Sp. 412–416
  - Der Hilfsbedürftige, in: Handwörterbuch, Sp. 487–496
  - Reichsbürgerrecht und Staatsangehörigkeit, in: Handwörterbuch, Sp. 806–809
  - Strafrecht und Wohlfahrtspflege, Sp. 1040–1045
- 1937: Die Notwendigkeit eines Bewahrungsgesetzes, in: Blätter für Gefängniskunde 68 (2), S. 140–143
- 1937: Die gegenwärtigen Bewahrungsmöglichkeiten und das kommende Bewahrungsgesetz, in: Soziale Arbeit, S. 161–163
- 1938: Arbeitseinsatz und Arbeitserziehung durch Fürsorge. In: Deutscher Verein für öffentliche und private Fürsorge (Hg.): Festschrift des Deutschen Vereins für öffentliche und private Fürsorge zur Tagung und Mitgliederversammlung am 23. und 24. Mai 1938 in Würzburg. Leipzig: Lühe & Co., S. 7–8.
- 1938: Die Würzburger Tagung. Ergebnis und Aufgabe, in: Nachrichtendienst des Deutschen Vereins für öffentliche und private Fürsorge (NDV), 19. Jg., 7 (Juli), S. 202–203
- 1938: Wandlungen der Wohlfahrtspflege – Wandlungen der Gesetzgebung, in: NS-Volksdienst 5, S. 33 ff.
- 1939: Freizügigkeitsrecht und völkische Ordnung, in: Deutsche Verwaltung, Band 16, Ausgabe 14, etwa Seite 421–423
- 1940: 60 Jahre Deutscher Verein, in: Nachrichtendienst des Deutschen Vereins für öffentliche und private Fürsorge (NDV), 21. Jg., S. 238–239
- 1941: Sozialpolitik und Fürsorge, in: Soziale Praxis 1941, Sp. 127 f.
- 1951: Fürsorgepolitische Gedanken, in: Nachrichtendienst des Deutschen Vereins für öffentliche und private Fürsorge 31 (5/6), S. 132–133
- 1953: Zur Problematik der Schwersterziehbaren in der Fürsorgeerziehung, in: Nachrichtendienst des Deutschen Vereins für öffentliche und private Fürsorge 33, S. 112–113.
- 1956: Stand der Bewährungshilfe. Arbeitstagung des Vereins für Bewährungshilfe e. V. vom 13. bis 15. Oktober 1955 in Kassel. In: Neues Beginnen. Zeitschrift der Arbeiterwohlfahrt (1), S. 2–3.
- 1958: Zur Soziologie der Jugendkriminalität, in: Neues Beginnen Nr. 4, S. 55
- 1959: Zivile oder militärische Bewährungshelfer für Soldaten?, in: Unsere Jugend 11 (5), S. 220–222.
- 1959: Das neue Jugendhilfe-Gesetz und die drängenden Sorgen der Praxis, in: Unsere Jugend 11 (8), S. 354–357.
- 1961: Abschied von der freien Wohlfahrtspflege, in: Unsere Jugend 13, S. 395–399
- 1961: Erfahrungen mit Hilfsschülern vor dem Jugendgericht, in: Zeitschrift für Heilpädagogik, S. 218–224
- 1961: Auswirkungen des Familienrechtsänderungsgesetzes auf die soziale Praxis, in: Neues Beginnen (9), S. 130 ff.
- 1962: Forderungen des Sozialarbeiters an die Strafrechtsreform, in: Neues Beginnen (6), S. 84 ff.
- 1962: Pädagogik für Straffällige. Ein Beitrag zur Strafrechtsreform, in: Neues Beginnen (5), S. 36 ff.
- 1962: Paragraph 175 und Strafrechtsreform, in: Neues Beginnen (5), S. 65 ff.
- 1962: Zur Soziologie des Verbrechens. Bemerkungen zu einem Buch, in: Neues Beginnen (1), S. 9–10
- 1962: Die Bedeutung der Freiwilligen Erziehungshilfe für die Vormundschaftsgerichte, in: Unsere Jugend 14 (10), S. 434 ff.
- 1962: Jugendstrafrechtspflege für kriminell schwer Gefährdete (12. Dt. Jugendgerichtstag), in: Unsere Jugend 14 (12), S. 541 ff.
- 1963: Die Bedeutung des Sachverständigen für die öffentliche Erziehung im Sinne der JWG-Novelle. In: Nachrichtendienst des Deutschen Vereins für Öffentliche und Private Fürsorge (NDV) 43 (6), S. 267–270.
- 1963: Die Durchführung der FEH und der FE, in: Unsere Jugend 15 (11), S. 514 ff.
- 1963: Geheimhaltungspflicht und Zeugnisverweigerungsrecht der Sozialarbeiter, in: Soziale Arbeit 12 (7/8), S. 289–293.
- 1964: Die Fürsorgeerziehung im Jugendstrafverfahren, in: Unsere Jugend 16 (1), S. 19–25
- 1966: Ablehnung des beschleunigten Strafverfahrens und des vereinfachten Jugendverfahrens, in:  Neue Juristische Wochenschrift (NJW) 1966, S. 1952–1953
- 1966: Auswirkungen des StPÄG auf die sachliche Zuständigkeit des Jugendrichters, in: NJW 1966, S. 334–335
- 1967: Zum Zeugnisverweigerungsrecht des Kindes im Strafverfahren gegen einen Angehörigen, in: NJW, S. 967 ff.
- 1967: Autorität in der Sozialarbeit, in: Neues Beginnen (4), S. 154–155.
- 1967: Berufsgeheimnis, Schweigepflicht, Zeugnisverweigerungsrecht der Sozialarbeiter, in: Neues Beginnen (6), S. 223 ff.
- 1967: Jugendarrest – Erziehung oder Strafe?, in: Neues Beginnen (1), S. 26–27
- 1969: Betrachtungen zum Entwurf eines Rechtspflegergesetzes aus der Sicht eines erweiterten Jugendhilferechts, in: Neues Beginnen. Zeitschrift der Arbeiterwohlfahrt 20 (1), S. 12–16.
- 1969: Jugendstrafrecht in der DDR, in: Neues Beginnen. Zeitschrift der Arbeiterwohlfahrt 20 (2), S. 63–67
- 1969: Verbesserungen im Jugendstrafrecht durch das erste Strafrechtsreformgesetz, in: Neues Beginnen. Zeitschrift der Arbeiterwohlfahrt 20 (5), S. 168–170.
- 1969: Arbeitsmöglichkeiten im Jugendwohlfahrtsausschuß, in: Unsere Jugend 21 (2), S. 70 ff.
- 1969: Ist der Jugendrichter ein Sozialingenieur?, in: Unsere Jugend 21 (8), S. 347 ff.
- 1971: Das verletzte Kind als Zeuge im Strafprozeß, in: Rechte der Jugend (RdJ) 1971, S. 218 ff.
- 1971: Resozialisierung trotz Registrierung, in: Neues Beginnen (3), S. 90 ff.
- 1971: Erziehungs- oder Strafregister, in: Neues Beginnen (5), S. 182 ff.
- 1971: Für ein neues Jugendhilferecht, in: Unsere Jugend 23 (2), S. 51 ff.
- 1971: Laden- und Automatendiebstähle vor dem Jugendrichter, in: Unsere Jugend 21 (9), S. 417 ff.
- 1972: Wohin gehört die neue Gerichtshilfe, in: Bewährungshilfe 19, S. 34–38
- 1973: Kann das Jugendgerichtsverfahren zugleich beschleunigt und erzieherisch wirksam gestaltet werden?, in: ZfJ 1973, S. 77–82